# Jakob Michelsen
Jakob Saldern Stein Michelsen (født 30. september 1980 i Tønder) er en dansk fodboldtræner som er cheftræner i den norske klub Hamarkameratene.  Her har han været træner siden 2022.
Jakob Michelsen har været cheftræner 3 år i Odense Boldklub, som han førte til mesterskabsslutspillet for første gang i 8 sæsoner. Inden da var han træner i den svenske storklub Hammarby IF og i SønderjyskE, hvor han førte klubben til en 2. plads i superligaen og helt til playoff i Europa League, hvilket medførte han blev kåret til årets træner i Danmark i 2015. Tidligere har Jakob Michelsen også været træner i Skive, Hobro og været i Afrika, hvor han var assisterende A-landsholdtræner og cheftræner for Tanzania U20 og U17-landshold.
Jakob Michelsen var manden bag SønderjyskE sølvmedaljer i sæsonen 2015-16 og klubbens europæiske eventyr i sæsonen 2016-17. Han blev kåret til årets træner i Danmark i 2015. Michelsen startede som fodboldtræner allerede som 14 år, er uddannet skolelærer og har UEFA Pro-trænerlicens. Michelsen stammer oprindeligt fra Tønder i Sønderjylland, sidenhen har han været træner i Danmark, Sverige, Norge Tanzania og bor nu i Aarhus med sin kone.

## Karriere
Michelsen arbejdede som ungdomstræner i Tønder SF og Kolding FC, hvor han havde så stor succes at han blev træner i IK Skovbakken, hvor han begyndte som træner for U/17-pigeholdet, men både blev træner for dame- og herreseniorholdet, grundet sit gode arbejde. Jakob Michelsen vandt DM guld med U17 pigeholdet, bronzemedaljer og pokaltitel med dameholdet og rykkede herreholdet op i 2. division.
I januar 2011 førte de gode resultater til en kontrakt i den danske 1. division, hvor han blev cheftræner for oprykkerne fra Hobro IK og var med til at starte den succes, der senere gjorde at Hobro etablerede sig i 1. division og sidenhen er rykket op i Superligaen, med et deltidsprofessionelt setup. Halvandet år senere rejste han til Tanzania for at blive ungdomslandstræner samt assistenttræner for landstræner Kim Poulsen.
I marts 2014 afløste han Claus Madsen som cheftræner for Skive IK. Her rykkede han 2. divisionsholdet op i 1. division, hvor Skive Ik undervejs slog en danmarksrekord med 18 sejre i træk. Hvorefter han på ingen tid fik det deltidsprofessionelle hold, som var spået til at rykke ned fra 1. division igen, til at være et solidt midterhold i 1. division. Derfor fornyede han også kontrakten i januar 2015, med en klausul i kontrakten, der gjorde at han kunne forlade klubben, hvis en anden klub betalte et beløb på imellem 100.000 og 125.000 kroner.
Han blev i april 2015 træner i Sønderjyske, da SønderjyskE købte ham fri af kontrakten i Skive IK for i omegnen af 125.000 kroner i 2015. I sit første halve år vandt han med SønderjyskE 10 sejre i Superligaen, og efter 22 spillerunder ved uddeling af TV-penge lå klubben på en 2. plads, bl.a. i kraft af to hjemmesejre imod Brøndby IF og FC Midtjylland. Klubben endte også på 2. pladsen, og klubben kvalificerede sig også til europæisk fodbold for første gang i Sønderjylland. Han blev kåret som årets træner i Danmark 2015 ved DBU's prisuddelingsshow Dansk Fodbold Award i Tap 1 i København for sine præstationer med SønderjyskE i det sidste halvår af 2015. Han var i et kandidatfelt med Jess Thorup, Glen Riddersholm og Lars Søndergaard.
I november 2016 blev det annonceret, at den svenske storklub Hammarby IF i Allsvenskan havde købt Michelsen ud af kontrakten med SønderjyskE fra 1. januar 2017. Hammarby endte i Michelsens første sæson på en 9. plads, klubbens bedste placering i 9 år. Michelsen blev fyret den 4. januar 2018 efter uenighed om visionerne for fremtiden.
Den 29. maj 2018 blev det offentliggjort, at Michelsen var ny træner i Odense Boldklub. Han skrev under på en treårig aftale gældende frem til juni 2021. . I sin første sæson blev Jakob Michelsen den hidtil eneste træner der har kvalificeret klubben til mesterskabs slutspillet efter en 3. plads i grundspillet. Sæsonen efter blev klubben nummer 7 og tabte playoffkampen til Europa mod AGF i sidste runde. I den den tredje sæson endte klubben 1 point fra mesterskabsslutspillet  og parterne afbrød samarbejdet.
Efterfølgende var Jakob Michelsen fodboldekspert hos TV2 sport inden han han i januar 2022 drog til Norge for at træne den norske klub Hamkam.